# Jimmi Madsen
Jimmi Madsen (Copenhaguen, 4 de gener de 1969) va ser ciclista danès professional des del 1993 fins al 2004. Combinà la carretera amb el ciclisme en pista, on va aconseguir una medalla de bronze als Jocs Olímpics de Barcelona en persecució per equips, dues medalles als Campionats del món i nou victòries en curses de sis dies.

## Palmarès en pista
- 1992
  -  Medalla de bronze als Jocs Olímpics de Barcelona en persecució per equips (amb Jan Bo Petersen, Ken Frost, Michael Sandstød i Klaus Kynde Nielsen)
- 1993
  -  Campió de Dinamarca de Persecució per equips
- 1994
  -  Campió de Dinamarca de Persecució
- 1995
  -  Campió de Dinamarca de Puntuació
  - 1r als Sis dies de Copenhaguen (amb Danny Clark)
  - 1r als Sis dies de Herning (amb Jens Veggerby)
- 1996
  - Campió d'Europa de Madison (amb Jens Veggerby)
  -  Campió de Dinamarca de Persecució per equips
  - 1r als Sis dies de Stuttgart (amb Jens Veggerby)
- 1997
  - Campió d'Europa de Madison (amb Jens Veggerby)
  - 1r als Sis dies de Copenhaguen (amb Jens Veggerby)
  - 1r als Sis dies de Herning (amb Jens Veggerby)
- 1998
  -  Campió de Dinamarca de Puntuació
  -  Campió de Dinamarca de Persecució per equips
  - 1r als Sis dies de Bremen (amb Jens Veggerby)
- 1999
  -  Campió de Dinamarca de Madison (amb Jens Veggerby)
  - 1r als Sis dies de Copenhaguen (amb Tayeb Braikia)
  - 1r als Sis dies de Gant (amb Scott McGrory)
- 2000
  - Campió d'Europa de Derny
  -  Campió de Dinamarca de Madison (amb Jakob Piil)
  -  Campió de Dinamarca de Derny
  -  Campió de Dinamarca de Persecució
- 2001
  -  Campió de Dinamarca de Madison (amb Mads Christensen)
  -  Campió de Dinamarca de Puntuació
- 2005
  - 1r als Sis dies de Copenhaguen (amb Jakob Piil)

## Palmarès en ruta
- 1994
  - Vencedor d'una etapa de la Volta a Baviera
- 1995
  - Vencedor d'una etapa de la Volta a Baviera
- 1997
  -  Campió de Dinamarca de contrarellotge per equips

### Resultats al Giro d'Itàlia
- 2002. 108è de la classificació general